# Tratado de Kars
El Tratado de Kars (en turco: Kars Antlaşması, en ruso: Карсский договор, romanizado: Karskiy dogovor) fue un tratado de amistad entre la Gran Asamblea Nacional de Turquía (transformada en República de Turquía en 1923) y los representantes de las repúblicas soviéticas de Armenia, Azerbaiyán y Georgia, (que formarían parte de la Unión Soviética después del Tratado de la Unión de diciembre de 1922), con la participación de la Rusia Bolchevique. Fue el tratado sucesor del Tratado de Moscú de marzo de 1921 y estableció las fronteras contemporáneas entre Turquía y los estados del Cáucaso Sur. Fue firmado en Kars el 23 de octubre de 1921 y se ratificó en Ereván el 11 de septiembre de 1922.
Está compuesto de un preámbulo, veinte cláusulas y tres anejos. La vigencia del convenio no fue determinada. Sin embargo, según cierta información, hay protocolos adicionales al convenio en los cuales en particular se mencionaba la vigencia de veinticinco años de los anejos del convenio. Así, la expresión sobre la protección de Azerbaiyán sobre la región de Najicheván acordada en la cláusula 5 se hace explicable.
Precisamente con esta vigencia fue condicionado el convenio de Molotov del 22 de julio de 1945 en la sexta sesión de la conferencia de Berlín (Potsdam) de los representantes de los Aliados sobre las condiciones del acuerdo del convenio de alianza entre la Unión Soviética y Turquía, es decir, la recuperación de las regiones arrebatadas de Kars, Artvín y Ardahán y el arreglo del problema de los estrechos del mar Negro.
Como muestra la experiencia del acuerdo de semejantes convenios, en ellos, como regla general, se determina la vigencia concreta y el orden de la anulación que faltan en el texto principal accesible para el uso general.
La mayor parte de los territorios cedidos a Turquía en este tratado fueron incorporados por el Imperio ruso del Imperio otomano durante la guerra ruso-turca de 1877-1878. La única excepción fue la región de Surmalu (provincia de Iğdır), que fue anexada por Rusia en el Tratado de Turkmenchay (1828) después de la última guerra ruso-persa.

## Signatarios
El acuerdo, que se firmó el 13 de octubre de 1921, lo suscribieron, por una parte, Turquía, y, por otro, las repúblicas soviéticas de Armenia, Azerbaiyán y Georgia, aunque también lo rubricó un representante del Gobierno ruso soviético. El tratado lo firmaron, por el lado turco, Kazım Karabekir, Veli Bey, Mouhtar Bey, y el embajador Memdouh Shevket Bey, y, por el soviético, el embajador ruso Yákov Ganetski, el ministro armenio de Relaciones Exteriores Askanaz Mravián, el ministro del Interior Poghos Makintsián, el ministro azerí de Control Estatal Behbud Shahtaxtinski, el ministro georgiano de Asuntos Militares y Navales Shalva Eliava y el ministro de Asuntos Exteriores y Financieros Aleksandr Svanidze.

## El acuerdo

Cambio fronterizo respecto a 1914 debido al Tratado de Kars.

El pacto modificó el anterior Tratado de Moscú del 16 de marzo del mismo año, cuyas cláusulas territoriales, que definían la frontera nororiental turca, quedaron casi intactas en el nuevo documento. Fundamentalmente, en el sector georgiano-turco de la frontera, el tratado recuperó el trazado anterior a 1877, con ligeros cambios.
El tratado dispuso la repartición del el antiguo distrito ruso de Batum (parte de la gubernia de Kutaisi). La parte norte, con el puerto de Batumi incluido, fue cedido por Turquía a Georgia; la sur, que incluía la ciudad de Artvin, sería anexada por Turquía. Se acordó que a la parte septentrional se le concedería autonomía dentro de la Georgia soviética; efectivamente, luego se formó en este territorio la República Autónoma Socialista Soviética de Ayaria (la moderna Ayaria). Por añadidura, se le garantizó a Turquía el «libre acceso a través del puerto de Batumi de las mercancías y materiales destinados a Turquía o con origen en esta, sin que tenga que abonar los cargos e impuestos aduaneros, con el derecho de utilizar el puerto de Batumi sin tasas especiales».
El acuerdo también definió una nueva frontera entre Turquía y la Armenia soviética, que seguía el curso de los ríos Ajurián y Aras —como en el caso georgiano, la nueva frontera coincidía con la antigua de antes de 1877—. Los soviéticos cedieron a Turquía la mayor parte del antiguo Óblast de Kars y la Provincia de Iğdır del Imperio ruso, incluyendo las ciudades de Iğdır, Kars,Ardahan, Olti, las ruinas de Ani, y el lago Çıldır, el cual ya estaba bajo control militar turco, así como la parte del antiguo gobierno de Ereván comprendido entre el río Aras y el monte Ararat. Respecto al territorio de 1920-1921, Armenia perdió alrededor de la mitad de su territorio. A cambio de estas cesiones, Turquía se retiró de la mitad occidental de la provincia de Shirak —en la moderna Armenia— (incluida Alexandrópolis, actual Gyumri). Armenia ganó Zangezur (ahora Syunik) y la parte occidental de Qazakh (ahora Tavush) y Daralagez (ahora Vayots Dzor) de Azerbaiyán.
El tratado también permitió la creación de Najicheván. El tratado delimitó por fin las fronteras de esta región, que no habían quedado del todo perfiladas en el anterior Tratado de Moscú, y lo asignó a Azerbaiyán. En 1924, Najicheván quedó como exclave subordinado a la Azerbaiyán Soviética que compartía una frontera de quince kilómetros con el actual distrito turco de Surmalu. Se acordó también que tanto Turquía como Rusia se convertirían en los garantes del estatus de Najicheván.

## Intento de anulación
Después de la Segunda Guerra Mundial, la Unión Soviética intentó anular el Tratado de Kars y recuperar el territorio perdido. El 7 de junio de 1945, el ministro soviético de Relaciones Exteriores Viacheslav Mólotov dijo al embajador turco en Moscú que esas regiones deberían ser devueltas a las repúblicas georgiana y armenia de la URSS. Turquía se encontró en una posición difícil: deseaba tener buenas relaciones con la Unión Soviética, pero al mismo tiempo no quería entregar esos territorios. Algunos diplomáticos británicos notaron en 1939 que había políticos soviéticos que deseaban volver a plantear la posibilidad de anular el Tratado de Kars. Turquía se encontró en una situación en la que no tenía posibilidad alguna de luchar contra la Unión Soviética, que se había convertido en una superpotencia tras la Segunda Guerra Mundial. En otoño de 1945, había contingentes de tropas rusas en el Cáucaso preparando una posible invasión de Turquía.[cita requerida]
Las reclamaciones soviéticas fueron presentadas por los armenios a los líderes de los Aliados de la Segunda Guerra Mundial[cita requerida]; sin embargo, la oposición vino del líder británico Winston Churchill quien objetó a estas reclamaciones territoriales. Al final, la URSS no presionó más a Turquía.[cita requerida]
Durante esta crisis, la URSS también pidió a Turquía una base militar en el Bósforo. Los políticos turcos trabajaron con rapidez, ayudados por el Gobierno Británico, para asegurar la ayuda de Estados Unidos. Durante este período, el embajador turco en Washington D. C. murió y Estados Unidos envió su ataúd a bordo del USS Missouri. Esta fue la primera visita de gran escala por parte de los militares estadounidenses a Turquía, lo que también fue considerado como un gesto simbólico. Solo después de esta eventualidad, la URSS se retiró.

## Historia postsoviética
Desde la disolución de la Unión Soviética en 1991, los Gobiernos de Turquía, Armenia, Georgia y Azerbaiyán han aceptado el Tratado de Kars. El ministro armenio de Relaciones Exteriores Vardán Oskanián confirmó el reconocimiento de su país del tratado el 13 de diciembre de 2006 y declaró: «Armenia no ha tenido ningún problema con la validez del Tratado de Kars, ya que Armenia respeta todos los acuerdos heredados de la Unión Soviética» Además, Oskanián indicó que Turquía no ha aplicado varios de los artículos del tratado. Por ejemplo, el tratado exigía a Turquía que abriera un consulado en cada una de las tres repúblicas transcaucásicas. Debido a la tensión entre Armenia y Azerbaiyán por la disputa entre ambas de la región del Nagorno-Karabaj, Turquía cerró la frontera terrestre con Armenia y cortó sus relaciones diplomáticas con esta república, lo que infringía supuestamente lo dispuesto en el tratado. Oskanián declaró que, con esta acción, Turquía ponía en duda la validez del tratado.